# Batya (inslagkrater)
Batya is een inslagkrater op de planeet Venus. Batya werd in 1997 genoemd naar Batya, een Hebreeuwse meisjesnaam.
De krater heeft een diameter van 9,3 kilometer en bevindt zich in het quadrangle Pandrosos Dorsa (V-5).